# Can Pascó
Can Pascó és un edifici del municipi de Falset (Priorat) inclòs en l'Inventari del Patrimoni Arquitectònic de Catalunya.

## Descripció
Edifici de planta trapezoïdal, bastit de carreu a la planta baixa i de maçoneria arrebossada i pintada a la resta. Consta de planta baixa, pis i golfes i coberta de teulada a dues vessants. A la façana s'obren dues portes, una d'elles dovellada, dues finestres i una finestrella, tres balcons i dues finestres al pis i una galeria de nou finestres en arc de mig punt a les golfes.

## Història
Bastida dintre de l'antic sector proper al castell, dit Malanyet, la casa compren una part antiga, representada per l'ús del carreu, i sobre la que, progressivament, es reconstruí la resta de la casa, amb l'addició d'elements com els balcons o els finestrals dels baixos. El nom de Pascó que ostenta ha donat nom al carrer.